# Francis Gabreski
Francis Stanley "Gabby" Gabreski (Franciszek Gabryszewski) (28 janvier 1919 - 31 janvier 2002) est un pilote de chasse américain de l'USAAF titulaire de 34,5 victoires incontestées : 28 victoires lors de la Seconde Guerre mondiale et 6,5 lors de la guerre de Corée. Le nombre exact de victoires remportées par Gabreski est sujet à controverse. En incluant 3 victoires non datées durant la Seconde Guerre mondiale, son score s'élèverait à 37,5 victoires.
Fait remarquable, toutes les victoires de Gabreski ont été remportées sur des avions de chasse. En effet durant la Seconde Guerre mondiale il avait souvent pour mission d'escorter les bombardiers américains au-dessus de l'Europe occupée. Le rôle des chasseurs américains consistait à abattre les chasseurs ennemis (monomoteurs ou bimoteurs) qui tentaient d'intercepter les bombardiers. Durant la guerre de Corée la supériorité aérienne américaine était telle que les bombardiers ennemis étaient fort rares, et seuls des chasseurs à réaction Mikoyan-Gourevitch MiG-15 tentaient de leur contester la maîtrise du ciel.

## Biographie
Né à Oil City, en Pennsylvanie, il est fils d'émigrants polonais. Il suit des études à l'université Notre-Dame, mais les abandonne pour s'engager dans l'aviation en juillet 1940. Il est breveté pilote en mars 1941 et se trouve à l'aérodrome de Wheeler Field, près de Pearl Harbor, lorsque les Japonais lancent leur attaque le 7 décembre 1941. Il décolle avec son Curtiss P-36 Hawk mais ne rencontre pas d'appareil ennemi. Il rentre aux États-Unis en octobre 1942. Bilingue en polonais et anglais, il se porte volontaire pour aller se battre en Grande-Bretagne dans les rangs de la Royal Air Force au sein du 315th squadron formé de pilotes polonais ayant fui leur pays lors de l'invasion nazie de septembre 1939. En février 1943, toujours stationné en Grande-Bretagne, il réintègre l'USAAF dans le 56th Fighter Group, basé à Horsham St Faith, qui fait partie de la 8th Air Force. Il est nommé commandant du 61st Squadron qui vole sur Republic P-47 Thunderbolt (P-47D) et accumule les victoires. Avec 28 victoires confirmées, il devient le plus grand as de la 8th Air Force. L’as français Pierre Clostermann qui était devenu son ami disait de lui qu’il « maniait cette grosse brute de Thunderbolt comme une bicyclette ». 
Le 20 juillet 1944, mitraillant un terrain d'aviation allemand à la tête de sa formation, il descend un peu trop bas et son hélice heurte un monticule de terre. Il doit se poser sur le ventre. Il s'échappe avant l'arrivée d'une patrouille, mais sans vivres et sans eau il ne peut aller bien loin. Cinq jours plus tard, des paysans allemands le remettent aux autorités. Il finit la guerre dans un camp de prisonniers.
Après la guerre, il devient pilote d'essai à Wright Patterson, Ohio. Il est alors promu au grade de colonel. En septembre 1946 il est rendu à la vie civile, mais sept mois plus tard il réintègre l'US Air Force et prend le commandement du 55th Fighter Squadron. Le 25 juin 1950 éclate la guerre de Corée. Il arrive sur ce théâtre d'opérations avec le 4th Fighter Interception Wing en novembre 1950. Il remporte sa première victoire de cette guerre le 8 juillet 1951. Le 30 novembre 1951, il est nommé commandant du 51st Fighter Interception Wing qui vole sur F-86 Sabre (F-86E). Le 1er avril 1952, il abat son cinquième (et avant-dernier) Mikoyan-Gourevitch MiG-15 et devient le 8e as américain de la guerre de Corée, le titre d'as étant décerné à tout pilote titulaire de cinq victoires.

## Liste des victoires de Gabreski
| Date       | Appareil(s) abattu(s)                       |
| ---------- | ------------------------------------------- |
| 24/08/1943 | Focke-Wulf Fw 190                           |
| 03/09/1943 | Focke-Wulf Fw 190                           |
| 05/11/1943 | Focke-Wulf Fw 190                           |
| 26/11/1943 | 2 Messerschmitt Bf 110                      |
| 29/11/1943 | 2 Messerschmitt Bf 109                      |
| 11/12/1943 | Messerschmitt Bf 110                        |
| 29/01/1944 | 2 Messerschmitt Bf 110                      |
| 30/01/1944 | Messerschmitt Bf 109                        |
| inconnue   | 2 Messerschmitt Me 210 (victoire contestée) |
| 20/02/1944 | 2 Messerschmitt Bf 110                      |
| 22/02/1944 | Focke-Wulf Fw 190                           |
| 16/03/1944 | 2 Focke-Wulf Fw 190                         |
| 27/03/1944 | 2 Messerschmitt Bf 109                      |
| 08/05/1944 | Messerschmitt Bf 109                        |
| 22/05/1944 | 3Focke-Wulf Fw 190                          |
| 07/06/1944 | 2 Messerschmitt Bf 109                      |
| inconnue   | Focke-Wulf Fw 190 (victoire contestée)      |
| 12/06/1944 | 2 Messerschmitt Bf 109                      |
| 27/06/1944 | Messerschmitt Bf 109                        |
| 05/07/1944 | Messerschmitt Bf 109                        |

| Date       | Appareil(s) abattu(s)                                                                  |
| ---------- | -------------------------------------------------------------------------------------- |
| 08/07/1951 | Mikoyan-Gourevitch MiG-15                                                              |
| 02/09/1951 | Mikoyan-Gourevitch MiG-15                                                              |
| 02/10/1951 | Mikoyan-Gourevitch MiG-15                                                              |
| 11/01/1952 | Mikoyan-Gourevitch MiG-15                                                              |
| 20/01/1952 | 1/2 Mikoyan-Gourevitch MiG-15 abattu en collaboration avec un autre chasseur américain |
| 01/04/1952 | Mikoyan-Gourevitch MiG-15                                                              |
| 13/04/1952 | Mikoyan-Gourevitch MiG-15                                                              |

## Décorations

### États-Unis
- Distinguished Service Cross
- Distinguished Service Medal
- Silver Star avec une feuille de chêne
- Legion of Merit
- Distinguished Flying Cross avec 12 feuilles de chêne
- Bronze Star
- Air Medal avec 6 feuilles de chêne
- Prisoner of War Medal
- American Defense Service Medal
- American Campaign Medal
- Asiatic-Pacific Campaign Medal avec 1 étoile
- European-African-Middle Eastern Campaign Medal avec 2 étoiles
- World War II Victory Medal
- National Defense Service Medal
- Korean War Service Medal
- Médaille des Nations unies pour la Corée
- Air Force Longevity Service Award avec 5 feuilles de chêne

### Décorations étrangères
- Distinguished Flying Cross (Royaume-Uni)
- Légion d'honneur (France)
- Croix de Guerre 1939-1945 avec palmes (France)
- Croix de la Valeur - Pologne)
- Croix de Guerre avec palmes (Belgique)